# Ex monastero della Santissima Concezione
L'ex monastero della Santissima Concezione era un'istituzione religiosa di Firenze, situata in via della Scala, nel complesso di Santa Maria Novella. Detto anche monastero Nuovo era ufficialmente dedicato a santo Stefano papa e martire, mentre la chiesa monastica era intitolata alla Concezione di Maria.

## Storia
Si trovava nella parte occidentale del complesso domenicano e fu fondato nel 1563, per volontà testamentaria della duchessa Eleonora di Toledo, occupando alcuni spazi già costruiti (dal 1465) per la Compagnia del Bechella o appartenenti ai frati, come il salone dei Papi (oggi non più esistente). Eleonora aveva voluto creare un equivalente femminile all'Ordine dei cavalieri di Santo Stefano, fondato dal marito Cosimo I, per questo le monache dovevano avere parimenti ai cavalieri i quarti di nobilità necessari; per questa ragione essere erano chiamate anche le "cavalleresse". 
Il monastero venne completato solo nel 1601, e dotato di numerose opere d'arte. 
Soppresso nel 1810, l'immobile fu la prima sede dell'Educandato della Santissima Annunziata (1824), impegnato nell'educazione di fanciulle nobili, prima del trasferimento al Poggio Imperiale (1865).
Nel Novecento è stato sede della Scuola marescialli e brigadieri dei carabinieri, con importanti interventi di adattamento di Giuseppe Martelli e di Luigi Pampaloni (autori rispettivamente della scala a spirale e della scultura in piombo di Flora). Dopo il trasferimento dei Carabinieri nel complesso di Peretola, è stato destinato a sede dell'ampliamento del Museo di Santa Maria Novella, in particolare con la creazione di un nuovo Museo della Lingua italiana.